# 울주 인보리 지석묘군
울주 인보리 지석묘군(蔚州 仁甫里支 石墓群)은 울산광역시 울주군 두서면에 있는 지석묘군이다. 2000년 11월 9일 울산광역시의 기념물 제26호로 지정되었다.

## 개요
인보리 지석묘군은 백운산에서 동남쪽으로 뻗어 있는 구릉의 끝부분에 위치하고 있다. 이 일대는 언양에서 경주로 연결되는 곳으로 유적 주변의 구릉일대에서 무문토기가 많이 발견되었다고 한다.
지석묘는 현재 2기만 남아 있으나 원래는 더 많았을 것으로 짐작된다. 1호와 2호는 2m정도 떨어져 있으며 땅 위에 덮개돌이 반듯하게 놓여 있다. 덮개돌은 화강암으로 1호는 길이 350㎝, 너비 190㎝, 두께 140㎝정도이고, 2호는 길이 270㎝, 너비 160㎝, 두께 150㎝ 정도인데, 받침돌은 확인되지 않는 것으로 보아 개석식 지석묘일 것으로 추정된다.
이 지석묘군은 청동기시대 두서지역의 정치·사회·문화 등을 연구할 수 있는 중요한 자료가 된다.

## 참고 문헌
- 인보리지석묘군 - 국가유산청 국가유산포털